# Dronning Victorias anetavle
| P                                           | I                                                        | II                                              | III                                                        |
| ------------------------------------------- | -------------------------------------------------------- | ----------------------------------------------- | ---------------------------------------------------------- |
| Proband: Victoria af Det Forenede Kongerige | Far: Prins Edvard Augustus, hertug af Kent og Strathearn | Farfar: George 3. af Storbritannien             | Farfars far: Frederik Ludvig af Wales                      |
| Proband: Victoria af Det Forenede Kongerige | Far: Prins Edvard Augustus, hertug af Kent og Strathearn | Farfar: George 3. af Storbritannien             | Farfars mor: Augusta af Sachsen-Gotha                      |
| Proband: Victoria af Det Forenede Kongerige | Far: Prins Edvard Augustus, hertug af Kent og Strathearn | Farmor: Charlotte-Sofie af Mecklenburg-Strelitz | Farmors far: Carl zu Mecklenburg                           |
| Proband: Victoria af Det Forenede Kongerige | Far: Prins Edvard Augustus, hertug af Kent og Strathearn | Farmor: Charlotte-Sofie af Mecklenburg-Strelitz | Farmors mor: Elisabeth Albertine af Sachsen-Hildburghausen |
| Proband: Victoria af Det Forenede Kongerige | Mor: Victoria af Sachsen-Coburg-Saalfeld                 | Morfar: Frans af Sachsen-Coburg-Saalfeld        | Morfars far: Ernst Friedrich af Sachsen-Coburg-Saalfeld    |
| Proband: Victoria af Det Forenede Kongerige | Mor: Victoria af Sachsen-Coburg-Saalfeld                 | Morfar: Frans af Sachsen-Coburg-Saalfeld        | Morfars mor: Sofie Antoinette af Braunschweig-Wolfenbüttel |
| Proband: Victoria af Det Forenede Kongerige | Mor: Victoria af Sachsen-Coburg-Saalfeld                 | Mormor: Auguste af Reuss-Ebersdorf              | Mormors far: Hendrik XXIV af Reuss-Ebersdorf               |
| Proband: Victoria af Det Forenede Kongerige | Mor: Victoria af Sachsen-Coburg-Saalfeld                 | Mormor: Auguste af Reuss-Ebersdorf              | Mormors mor: Caroline Ernestine af Erbach-Schönberg        |